# サンパウロ日本人学校
サンパウロ日本人学校（ポルトガル語正式名称 : Sociedade Japonesa de Educação e Cultura、ポルトガル語正式名称直訳: ブラジル政府公認社団法人サンパウロ日本人学校教育会、略称: サ日校）は、ブラジルのサンパウロ市校外にある日本人学校。小学部と中学部を置く。
日本のカリキュラムに則った義務教育（一条校）相当の教育施設（1995年1月、日本国の小学校中学校の課程と同与党の課程を有する在外教育施設として文部大臣より認定）であり、日本の小中学校と同等と日本政府から認められている。一方、ブラジル国内においては、この法人文化団体の中において唯一の事業として設立された「Escola Livre」（各種学校）の認可（1988年）でしかなく、ブラジル国の法に則る義務教育の学校ではない。
ブラジルの教育カリキュラムに則っていない、ほぼ全ての授業で日本語による教育、4月から33とブラジルの教育期間とのズレ等の理由により、法的カリキュラムに従っていない「CURSOS LIVRES」で学んだ生徒の履修科目認定のポルトガル語証明書発行は不可と、ブラジル教育省からの通達を受けている。また、ブラジルの義務教育学校に割り振られているMEC番号は付与されていない。

## 略歴
- 1967年：日伯文化普及協会の日本語講座として発足。
- 1968年：中学部を開設。サンフランシスコ・ジャビエル学園内に校舎を移転。
- 1969年：ブラジル政府より「社団法人サンパウロ日本人子弟教育会」として認可。
- 1970年：ジャバクアラ校舎に移転。
- 1974年：カンポリンポ校舎に移転。校歌完成。
- 1977年：中学部校舎完成。
- 1978年：校章制定。
- 1980年：パルメイラスジュニアチームとの親善試合開催。
- 1981年：生徒・児童数が過去最高の905人に。
- 1982年：第二体育館が完成。
- 1984年：校内博物館が完成。
- 1988年：サンパウロ州教育審議会（CEE)より「Escola  Livre」（各種学校）として認可（CEE2．053－81）
- 1992年：文化祭「カンポリンポ祭」第1回開催。
- 1994年：文部省の在外教育施設として認定。
- 1995年：パソコン教室完成
- 1996年：養護学級「ひまわり学級」設置。
- 1997年：パルメイラスジュニアチームとの2回目の親善試合開催。
- 1998年：ホームページ開設。
- 1999年：低学年用プール竣工。
- 2000年：中学部多目的室、および球技場工事完了。
- 2001年：小学部英会話授業開始。
- 2006年：日本語の名称を「サンパウロ日本人学校教育会」に変更。
- 2007年：創立40周年。パソコン教室の改修。
- 2012年：第2体育館に人工芝工事完成、エスパッソと改名。
- 2013年：運動場配水設備工事。体育館天井断熱工事。
- 2015年：図書館改修、図書情報センターと改名。特別支援学級（Sabiá学級）設置。普通教室にプロジェクター常設。
- 2017年：創立50周年
- 2018年：教室照明LED化。
- 2019年：大プール配管交換などの大規模修繕工事。

## 歴史

### 第二次世界大戦前の日本人学校
1908年の笠戸丸による初の本格的移民から8年経った1915年に、当時日本人移民が多く集まっていたコンデ街にブラジル初の日本人学校である「大正小学校」が設立された（なお、大正小学校と現在のサンパウロ日本人学校には経営、運営上の繋がりはない）。
その後日本からの移民が増えたことを受け、日本人学校の開設が相次ぎ、1932年にはブラジル全土に200を超える日本人学校が運営されていた（なおこれらの日本人学校は、日本政府の学校教育法のもとに運営されていた学校ではなく、現在でいう無認可校であった）。
しかし、移民の同化政策を推進していた当時のジェトゥリオ・ドルネレス・ヴァルガス大統領の命令によって、1938年にはブラジル国内の全ての日本人学校が閉鎖されることとなった。その上、1939年に勃発した第二次世界大戦においてブラジルが日本に対して宣戦布告を行い、枢軸国と連合国に分かれ交戦状態に置かれることとなったため、日本人学校の閉鎖も戦後に至るまで続くこととなった。

### 設立

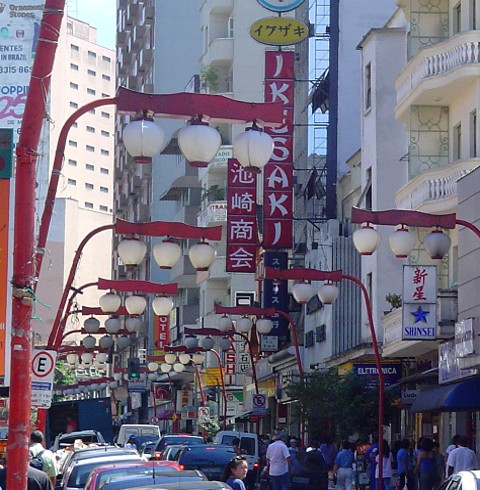
リベルダージ

1952年4月に日本とブラジルの国交が回復し、さらに1960年代に入り日本の高度経済成長に伴う日本企業のブラジル進出が進み、日本企業の駐在員の子弟が増加していたことを受けて、1967年に在サンパウロ日本国総領事館や日系ブラジル人、日本企業らの協力を受け、日本人街のリベルダージ（現在は東洋人街と変わっている。）にあるブラジル日本文化協会ビル内に、日伯文化普及協会の日本語講座として戦後初の日本人学校が設立された。
なお、この日本人学校は戦前の日本人学校を引き継ぐものではなく、全くの新しい日本人学校として設立された。この頃になると新しい日本人移民がほとんどいなくなっただけでなく、戦前の日本人移民も2世、3世と世代が進みブラジル社会への同化が進んだ事もあり、その子弟のほとんどがブラジルの学校へ通い、日本語を身に着けたいものだけが日本語学校へ通うようになっていた。
そのために、この新しい日本人学校が対象とする生徒は、戦前の日本人学校のような日本人移民の子弟ではなく、数年の任期でサンパウロに駐在する日本企業の駐在員や外交官、独立行政法人などに勤務するものの子弟が中心となった。

### 中学部開設
設立当初の生徒数はわずか28名であったが、その後もブラジル経済の発展に合わせ日本企業の進出が増加し、生徒数が急増したことから教室数を増加させるとともに中学部を開設した。1968年にはさらなる生徒数の増加に対応する為に、市内のイピランガにあるサンフランシスコ・ジャビエル学園内に移転し、1969年にはブラジル政府より「社団法人サンパウロ日本人子弟教育会」として認可された。（この日本語による名称は、2006年に「社団法人サンパウロ日本人学校教育会」に変更している。）

### 在外教育施設に
翌1970年にはコンゴニアス国際空港近くのドイツ系学校跡地のジャバクアラ校舎に移転し、初の専用校舎を持つことに至った。1971年に当時の文部省から在外教育施設として認定を受け、日本国内と同様のカリキュラムに基づいて授業が実施されることになる。さらに、1995年1月に、文部科学大臣から日本国の小学校および中学校の課程と同等の課程を有する在外教育施設（一条校と同等）として認定を受ける。

### カンポリンポに移転
1974年には、好調なブラジル経済の発展を受けた日本企業の進出の増加による更なる児童、生徒数の増加を受けて、現在校舎が所在するサンパウロ郊外のカンポ・リンポ地区に移転した。
なお、この敷地は元々アメリカ人が所有していた牧場であり、ブラジル国内にフィルムやカメラの製造工場を建設すべく土地を探していた富士フイルムの紹介によってこの地への校舎の建設が決まった。なお、現在も牧場であった当時の建物の一部が使用されている。

### 最盛期

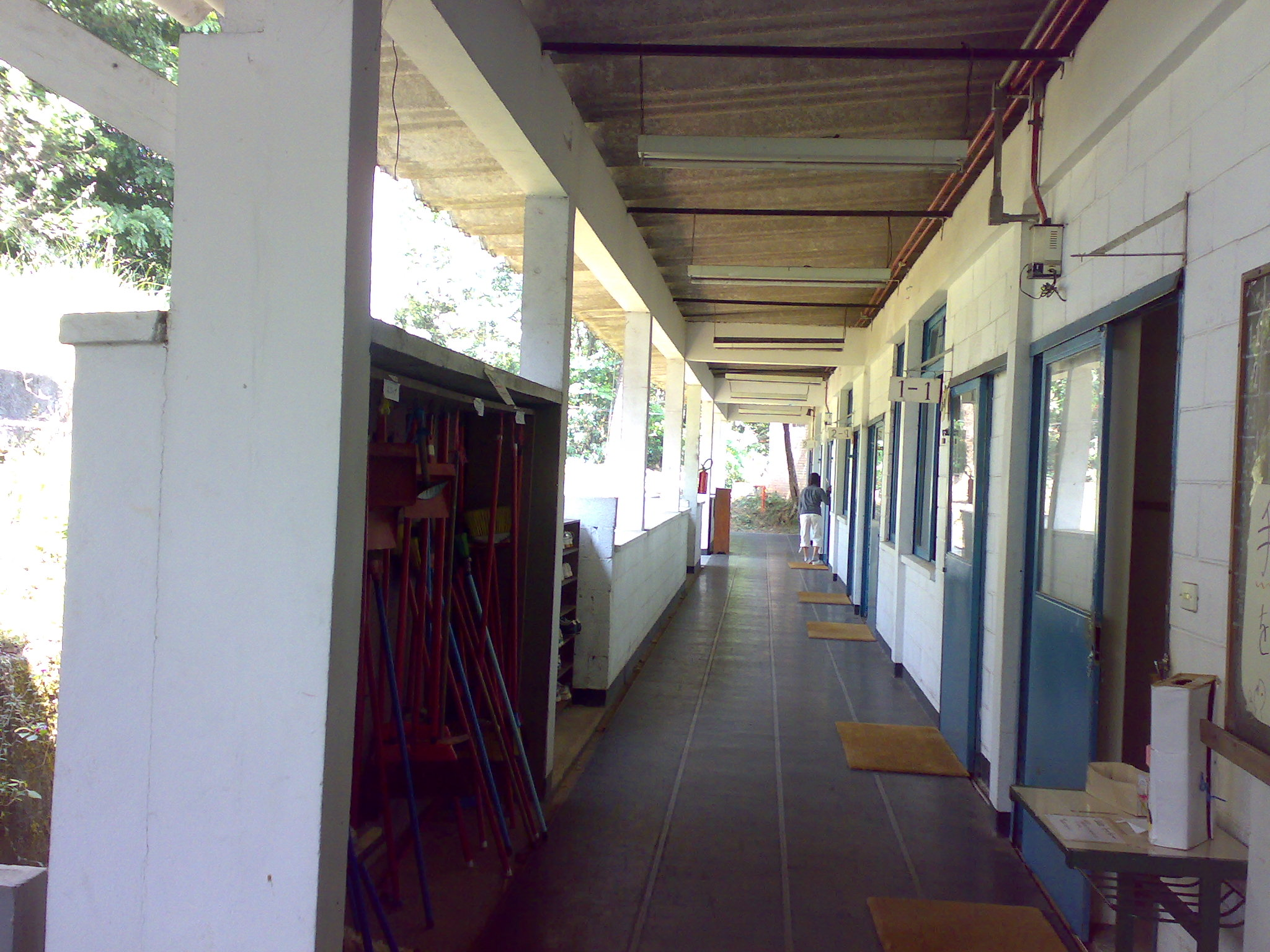
現在の中学部校舎

カンポ・リンポへの移転後は、1970年代前半の「ブラジルの奇跡」と呼ばれたブラジル経済の急激な発展に合わせた日本企業の進出の増加による児童、生徒数の増勢を背景に、1977年に敷地内の高台に新校舎を建設し中学部を移動した。
1980年代初頭の最盛期にはスクールバス数が20台以上になり、スクールバス専用駐車場に入りきらなくなったため、スクールバス駐車場横にある第2運動場の一部をスクールバス駐車場として使っていた他、登下校時には敷地内の道路を乗降用に使用していた。なお、当時のスクールバス（遠距離用を除く）は、日系ブラジル人の経営するバス会社「Kankobus」から、メルセデス・ベンツの大型バス「O326」をチャーターしたものと、「Piccolotur」から、マルコポーロの大型長距離バス「Marcopolo 3」をチャーターしたものであった。
その後、1980年代初頭の生徒数の増加に併せ教室や第二体育館、新プールなどの各種施設を建設する他、1980年代中盤以降のサンパウロの治安の悪化に対応して各種保安設備を充実させるなど、順次施設を拡充した。

### 生徒数の減少
しかし、1980年代後半から1990年代にかけてブラジル経済が落ち込んだ余波と、日本からの進出企業の現地化が進み駐在員が減少したこと、日本の少子化の影響などから生徒数が減少を続け、2008年には生徒、児童数がカンポ・リンポに移転した1974年当時の半分程度、1980年代初頭の最盛時の約6分の1の160人程度（小学校約110人、中学校約50人）となった。このことから、1998~1999年に保護者からの動議により校舎の移転、縮小が検討されたものの、移転に伴う費用がかかることから、実現に至らなかった。
その後のブラジル経済の活性化を受けて駐在員の数が増加し、生徒、児童数が再度増加傾向となり、2013-2014年には生徒、児童数が250人を超えるまでに一時回復したことから、敷地内立替などの案も検討されたが諸事情により立ち消えとなった。

### 現在《移転計画》
2015年を境に再び減少に転じたことから2017年の学校教育会総会の場において、当時の理事長より移転計画の検討を周知し現在に至っている。

## 概要

### 学校のブラジルにおける地位
文部大臣より、日本国の小学校および中学校の課程と同等の課程を有する在外教育施設として、文部大臣から1995年1月に認定を受けているが、ブラジル国内における法的地位は、あくまでも「ブラジル政府公認社団法人サンパウロ日本人学校教育会」という私塾的な扱いとなっており、ブラジル教育省の認可は何一つ受けていない。当校のブラジル国内における正式名称、「Sociedade Japonesa de Educação e Cultura」には学校を意味するescolaという言葉は入っていない。ブラジル国内では単なる「法人文化団体」として認可されているに過ぎず、ブラジサンパウロ日本人学校にはブラジルの学校番号（MEC）がないため、サンパウロ日本人学校からはブラジルの教育省に認められる正式な成績証明や在籍証明、卒業証明書は作成できない。サンパウロ日本人学校における単位はブラジル国内では義務教育として認められず、ブラジルの現地校への転学や進学はできないことになっている。従って本来ブラジルの義務教育を受けなければならないブラジル籍の子どもは本校に通学することは不可能ではないが、本校の通学と義務教育との両立が時間的に難しいため、日本の学校に進学することが前提とならざるを得ない。もちろん、日本の学校から直接ブラジルに来泊しブラジル現地の学校に転入学する場合は、日本の学校の成績証明書などを公証翻訳人による翻訳をした上でブラジル教育省の認可をうけることで日本の学校の単位が認められるため、現地校の学齢相当学年に転入できるのだが、サンパウロ日本人学校に一度入学した子どもについては、サンパウロ日本人学校の単位が認められないため、日本に在籍していたときの成績証明書（もちろん公証翻訳は必要）しか有効にならず、小学校に相当する学校から落第制度のあるブラジルの学校において、原則その分学年が戻ってしまうことを意味する。
日本の文部科学省の認可を受けていることで、本校在籍時の単位をある程度認めてくれる一部のインターナショナルスクール校への進学は可能となっているが、進学後何かしらの問題が起きることもあるため事前の保護者による確認が必須である。実際、インターナショナル校へ進学した生徒のステータスが体験入学扱いや、語学研修生扱いで単位が認められず、その後の進ルに存在する各種学校へ本校から進学、転校する際には注意が必要である。
学や転学に影響があった例がある。また、以前は受け入れてもらえたインターナショナルスクールにおいて様々な問題が起きたことから受け入れを拒否される事例も起きており、近年進学（または転学》できるインターナショナル校は実質数校程度となっている。とはいえ、家庭の責任において、過去には様々な方法を使って現地校への転校や進学を行った児童・生徒がいることも事実である。
ただ、こういった事実がブラジル教育省から厳重なる注意を度々受けることとなり、サンパウロ日本人学校の「法人文化団体」としての認可取り消しとなる可能性を高めている。そのため、現在ポルトガル語による証明書的な書類の発行は行っていない。（問題はサンパウロ日本人学校をMEC認可の学校と思い込み、他校からの転入者同様に入学を許可した受け入れ校にも問題があり、相手校がMINISTERIO de EDUCACAOに確認することで、サンパウロ日本人学校が問題化されることにある。保護者はサンパウロ日本人学校のブラジル国内におけるステータスを十分に理解しておく必要がある）。
問題が起きた場合は受け入れた相手校が何かしらの方法で解決してくれることを望むしかないが、受け入れた学校も曖昧なまま卒業させ、ブラジルの大学を受験し合格した後になって、義務教育期間証明書類の不備で合格取り消しとなった例もある。なお、サンパウロ日本人学校がMINISTERIO de EDUCACAOの認可を受けブラジル義務教育相当の「学校」となるためにはブラジルの教育制度に則る必要があるが、日本の文科省認可を優先し、日本のカリキュラムを日本語によって教育を行うサンパウロ日本人学校は、ブラジルの法律上，語学学校としての地位にしかなり得ない。したがって、ブラジルにある他の日本人学校も同様の課題を抱えているが、それだけに外国にありながら日本にある義務教育小中学校同様の教育を行っているため、日本からの編入および日本への転出はスムーズである。
本校のステータスから「日本国政府認定の日本語学校」と勘違いをして、本校入学希望する大人のブラジル人からの問い合わせは結構多いが、実情が日本の小中学校であるため受け入れは行っていない。
また、ブラジルの学校番号（MEC）がないことから、学割等の優遇も受けることができない。

### 広大な敷地
土地に余裕がある郊外という立地条件を生かした約12万平方メートルの広大な敷地（世界の日本人学校で最大級）に、平屋建てを中心とした校舎が点在して建てられている。この独特の校舎配置は、海外の日本人学校の中でも随一のゆとりある教育環境を実現していて、少なくとも児童／生徒1人当たりの敷地面積は日本の学校として最大である。
敷地内には小中学校の校舎や職員室、事務室や保健室の他にも、大小2つのプールと2つの体育館（1つはエスパッソと呼ばれ、人工芝が張られている）、視聴覚室と図書室、音楽室と博物館、スクールバスの駐車場、広大な森、さらにコーヒー園もあり、収穫時期には生徒や教職員によるコーヒー狩りが行われている。
広大な敷地であるため、児童生徒数の減少に伴い維持管理が難しくなるとともに、築40年を超える建物はどれも老朽化している。特に、電気、水道といったインフラ面での課題が深刻である。その一環として、プールの排水工事が2018年に行われた。
自然が豊かである反面、サンパウロの条令により木々の剪定が自由に行えず、蜂，蛇、蟻などの害虫による健康被害や、倒木や枝の落下に伴う子ども達への安全面で不安な状況となっている。2018年には、子ども達の活動エリア内で大木2本が倒れ校舎の一部を損傷したが、幸いなことに子ども達のいない時間帯であったことから怪我等の被害は起きなかった。近年、隣接する土地に不法滞在する人々が増え、汚水が校内に流入して環境の悪化も起きている。特に、黄熱病やデング熱、チクングンニャ、ジカ熱といった、蚊を媒介する病気に対して、豊かな自然が逆にあだとなっていて、地域の治安悪化と併せ、学校内の安全面に対しても大きな懸念となっている。

### 教育課程
日本の文部科学大臣から、国内の小学校、中学校と同等の教育課程を有す在外教育施設として認定を受け、文部科学省から派遣された日本の教員により、日本国内と同様のカリキュラムに基づいて授業が実施されている。なお、教科書なども日本と同じものが使用されている。

### 現地交流
総合的な学習の時間では、日本語が堪能なブラジル人講師による現地の公用語であるポルトガル語や、現地の歴史や文化についての授業が行われている。さらに英語圏出身の教員による英会話の授業も行われている。また、ブラジル国内への修学旅行と併せて現地校との交流、コンコルジア校や日系ブラジル人向け学校の松柏大志万学園、サンタクルーズ校などの近隣の現地校との交流も行われている。

### 学校送迎・学校生活
学校の送迎については、保護者の責任でおこなうことが基本である為、スクールバスの運行は利用保護者の代表で作られるスクールバス委員会によって運営されている。スクールバスの運行範囲は児童・生徒の安全対策上電話やメールでは教えてもらえず、転入学前に事前に学校訪問し必要書類の受取時に説明を聞く必要がある。（最近はHP上で授業料等の情報も掲載されなくなっている。）また、本校のステータス上、学校がスクールバスの運営を行うことができないため、理事会において必要なスクールバスの台数を年間契約した上で，スクールバス委員会に貸しだすという形で運営されている。このため、バスの利用者は月額のバス代を長期休業中であっても支払う必要がある。
とはいえ、学校はパウリスタやアクリマソン、アウグスタなど、日本人が多く在住する居住区から離れた場所にあり、以前は生徒、児童・生徒の安全管理上の観点から、地下鉄や路線バスなどの公共交通機関や自家用車による通学は認められておらず、メルセデス・ベンツやマルコポーロなどの大型バスやマイクロバスを使用した100％スクールバスによる通学のみであった。
現在は、サンパウロ郊外に居住し、企業が用意したバスで通学したり、自家用車や契約タクシーによる送迎も行われており、スクールバスの利用割合は2019年度は80％台となっている。
渋滞が激しくなる中、各家庭の玄関前まで送迎するため、バスの運行台数をなかなか減らせず、運行範囲も狭めざるを得ないためスクールバス代の月額利用料（契約バス利用費用を利用する児童／生徒の頭割り）が高くなり悪循環に陥っている。子ども3〜4人で契約送迎車（タクシー等）を頼む方が送迎時間も短縮され、お出迎えをしなくてもアパートの駐車場まで直接送迎していただけることからむしろ安全であるなど利便性の逆転現象が起きることから、スクールバスを利用しない選択をする家庭が増えつつある。児童／生徒数の減少と併せ、利用率の低下もあり、スクールバスの運行を今後継続していくための抜本的な改革が喫緊の課題となっている。
なお、開校時より小中学ともに細かな校則や制服は無く、私服での登校となる。体育着なども指定されていない。また、昼食は施設面や衛生管理面の問題から給食は実施されておらず、弁当持参となっている。学校近辺でのいわゆる「買い食い」は、治安面の観点から許可されていない。

### 児童生徒数
1980年代前半の最盛期には小中学校合わせ生徒数が一時的に1000人を超え、各学年のクラス数が25人クラスで4–5組になるなど、国内の首都圏の小中学校と同じくらいの児童、生徒規模になった時期もあった。なおカンポ・リンポ校舎への移転当初は1000人の児童・生徒数を受け入れられることを想定していた。
しかし、1980年代後半から1990年代にかけてブラジル経済が落ち込んだ余波と、日本からの進出企業の現地化が進んだことなどから生徒数が減少を続け、2000年代後半には約160名にまで減少した。
その後ブラジル経済の回復を受けて駐在員が増加したことから、生徒、児童数も回復傾向を見せ、2014年の生徒数は小中合わせ250人強程度まで戻ったものの、再び減少し2020年は小中合わせて180人前後となっている。

## 逸話
- 校歌は作曲家の服部公一が作曲した。
- 点在している校舎のため、雨天時は傘を差して教室移動する必要がある。トイレですら教室の外である。そのため、置き傘を推奨している。
- 老朽化の問題以前に、電気容量の不足のため、各教室に空調機の設置ができず、それぞれの教室には網戸が設置されている。
- グラウンドや体育館は敷地の最も低いところに、中学部棟は最も高い所に位置しているため、中学部の生徒にとっては体育の授業後の休み時間で教室に戻る時が本当の運動であるという声もしばしば聞こえる。
- チーム経営陣の1人が東京海上火災との合弁会社の社長を務めていた関係で、1980年には中学部のサッカー部と、ブラジルリーグの強豪チームであるパルメイラスのジュニアチームの交流試合が行われたこともある（結果は6対0で完敗した）。
- ブラジルを訪れたJリーグの選手によるサッカー教室や、日本航空の整備士と日系ブラジル人客室乗務員による講演が行なわれた事もある。
- 1970年代に小学部の卒業生によってタイムカプセルが埋められ、2006年にブラジルに帰国した卒業生らによって掘り出されたものの発見されず、現在は行方不明になっている。
- 初期のプールは取り壊さず「釣り堀」となっているが、これは大小のプール使用期間外にプールに魚を移すことで、デング熱などを引き起こす蚊の幼虫ボウフラ対策を行うためでもある。
- サンパウロ（特にカンポリンポ区）の治安が悪化した事から、外壁には有刺鉄線が施されている上、内側にも金網による内塀を設置。日中は6名のガードマンが校内に常駐する。
- 上記の理由から、OBやOG、入校希望者などの訪問者は事前のメール等による訪問打診をおこない、訪問日時の確定を行った上で、当日は身分を証明するものが無いと入校ができない。

## 著名人のOB/OG生
- 若松てつや（イラストレーター）
- 柏田ユウリ（アナウンサー）